# Карлос Салінас де Гортарі
Карлос Салінас де Гортарі (ісп. Carlos Salinas de Gortari; нар. 3 квітня 1948, Мехіко, Мексика) — президент Мексики з 1 грудня 1988 по 30 листопада 1994 року.

## Біографія
Карлос Салінас народився 3 квітня 1948 року в Мехіко в родині Рауля Салінас Лосано і Маргарити де Гортарі Карвахаль. Він закінчив зі ступенем економіст Національний автономний університет Мексики в 1969 році. Він отримав ступінь магістра державного управління в 1973 році, ступінь магістра мистецтв в 1976 році, і кандидата наук у політичній економіці в 1978 році, закінчивши Гарвардський інститут державного управління ім. Джона Ф. Кеннеді і Гарвардський інститут мистецтв і наук. По поверненню в Мексику він став професором у своїй альма-матер. Хоча він є членом ІРП зі студентських років, офіційно він не був таким до президентства Мігеля де ла Мадрида, коли він був призначений на посаду міністра Бюро з планування та бюджету (Secretaría de Planeación y Presupuesto), де він працював у 1982–1987 роках.